# Prionailurus rubiginosus
El gato herrumbroso (Prionailurus rubiginosus), también conocido como 'gato con manchas oxidadas, es una especie de mamífero carnívoro de la familia Felidae. Es la especie más pequeña de gato salvaje existente. Se encuentra en Sri Lanka y la India. La subespecie P. r. rubiginosus se limita al sur de la India, mientras que P. r. koladivinus y P. r. phillipsi se encuentran en Sri Lanka.[cita requerida]
En Sri Lanka se encuentran dispersos en los densos bosques tropicales de altura y están ausentes en la zona occidental de la isla. En la India, la distribución es irregular y más dispersa, encontrándose en la mayoría de los casos en pastizales secos, montes, y bosques abiertos.
Se ha sugerido que este tipo de hábitat de distribución puede ser el resultado de la competencia interespecífica con su pariente cercano, el gato leopardo (P. bengalensis) en India continental y con el gato de la selva (Felis chaus) en Sri Lanka. El gato leopardo ocupa el sur de las tierras de los bosques de India, mientras que el gato de la selva se encuentra en los pastizales abiertos de Sri Lanka. En ambos casos, estos dos gatos son más grandes que el gato herrumbroso y podrían desplazarlo de su hábitat preferido.

## Características
El gato herrumbroso rivaliza con el gato patinegro (F. nigripes) como gato salvaje más pequeño del mundo. Mide de 35 a 48 cm de longitud, con un 15 a 30 cm de cola, y pesa solo 0.9 a 1.6 kg. Su pelo es corto y de color gris en la mayor parte del cuerpo, con manchas de color óxido sobre la espalda y los flancos, mientras que el vientre es blanco con grandes manchas oscuras. La cola es de color más oscuro y aproximadamente la mitad de la longitud del cuerpo. Hay seis rayas oscuras a cada lado de la cabeza, que se extienden sobre las mejillas y la frente.

## Distribución y hábitat
Estos gatos tienen una distribución relativamente restringida. Se presentan principalmente en los bosques caducifolios húmedos y secos, así como matorrales y pastizales, pero es ausente en los bosque perennes. Prefieren vegetación densa y zonas rocosas.

## Ecología y comportamiento
Es nocturno y en parte arborícola, pasan el día durmiendo en cubiertas densas o refugios, como troncos huecos. Se alimentan principalmente de roedores y aves, pero también puede cazar lagartos, ranas o insectos. Cazan principalmente en el suelo con rápidos movimientos para atrapar a sus presas. Al igual que otros gatos, marcan su territorio rociando orina.

## Reproducción
El ciclo reproductivo dura cinco días, y el apareamiento suele ser breve. Dado que el gato es vulnerable durante este período, su brevedad puede ser una adaptación para ayudar a evitar a los depredadores más grandes. La madre prepara una cueva en un lugar aislado, y da a luz a una o dos crías después de una gestación de 65 a 70 días. Al nacer, los cachorros pesan solo entre 60 y 77 g y están marcadas con filas de puntos negros. El gato alcanza la madurez sexual alrededor de las 68 semanas, momento en el cual se ha desarrollado el patrón de pelaje adulto distintivo de manchas oxidadas. Estos gatos suelen vivir doce años en cautiverio, pero su esperanza de vida en la naturaleza es desconocida.

## Subespecies
- Prionailurus rubiginosus rubiginosus: India
- Prionailurus rubiginosus koladivinus
- Prionailurus rubiginosus phillipsi: Sri Lanka